# Køkkenmødding Marcilleborg
Der Køkkenmødding Marcilleborg (auch Marsilleborg) ist ein typischer Küstenwohnplatz der Ertebølle-Kultur (5400–3900 v. Chr.) aus der dänischen Mittelsteinzeit. Er liegt westlich des Ortes und westlich von Mariager, etwa fünf Meter über dem heutigen und 10 m über dem damaligen Meeresspiegel am Mariagerfjord. 
Marcilleborg ist einer von vielen so genannten Køkkenmøddinger in der Region. Der ehemalige Strand und die alte Küstenlinie erscheinen nach der Landhebung als Längsneigung in den Wäldern am Fjord. Die Ertebølle-Kultur war die letzte Fischer-, Jäger- und Sammlerkultur, die die Küstenregionen von Nord- und Ostsee nach der letzten Eiszeit bewohnte. Auch im etwa 4000 v. Chr. beginnenden Neolithikum wurden an der Küste saisonal noch Meeresfrüchte gesammelt. 
In dem kalkhaltigen Waldboden brachten Maulwürfe die Austern- und Muschelschalen sowie Schneckengehäuse an die Oberfläche, was zur Entdeckung des Platzes führte. Daneben wurden Abfälle von Fischen, Klingen aus Feuerstein und Schlacke von Feuerstellen gefunden. Zwei Vertiefungen im Hügel zeigen die Stellen an, an denen Testgrabungen erfolgten. Der Hügel steht seit 1937 unter Schutz.
Im Mittelalter etwa zwischen 1050 und 1540 n. Chr. lag in unmittelbarer Nähe ein Kalkbrennofen. Wenige hundert Meter entfernt liegt der Kongehøjen bei Voldstedlund sowie Jordhøj und Ormehøj.